# Schloss La Poya

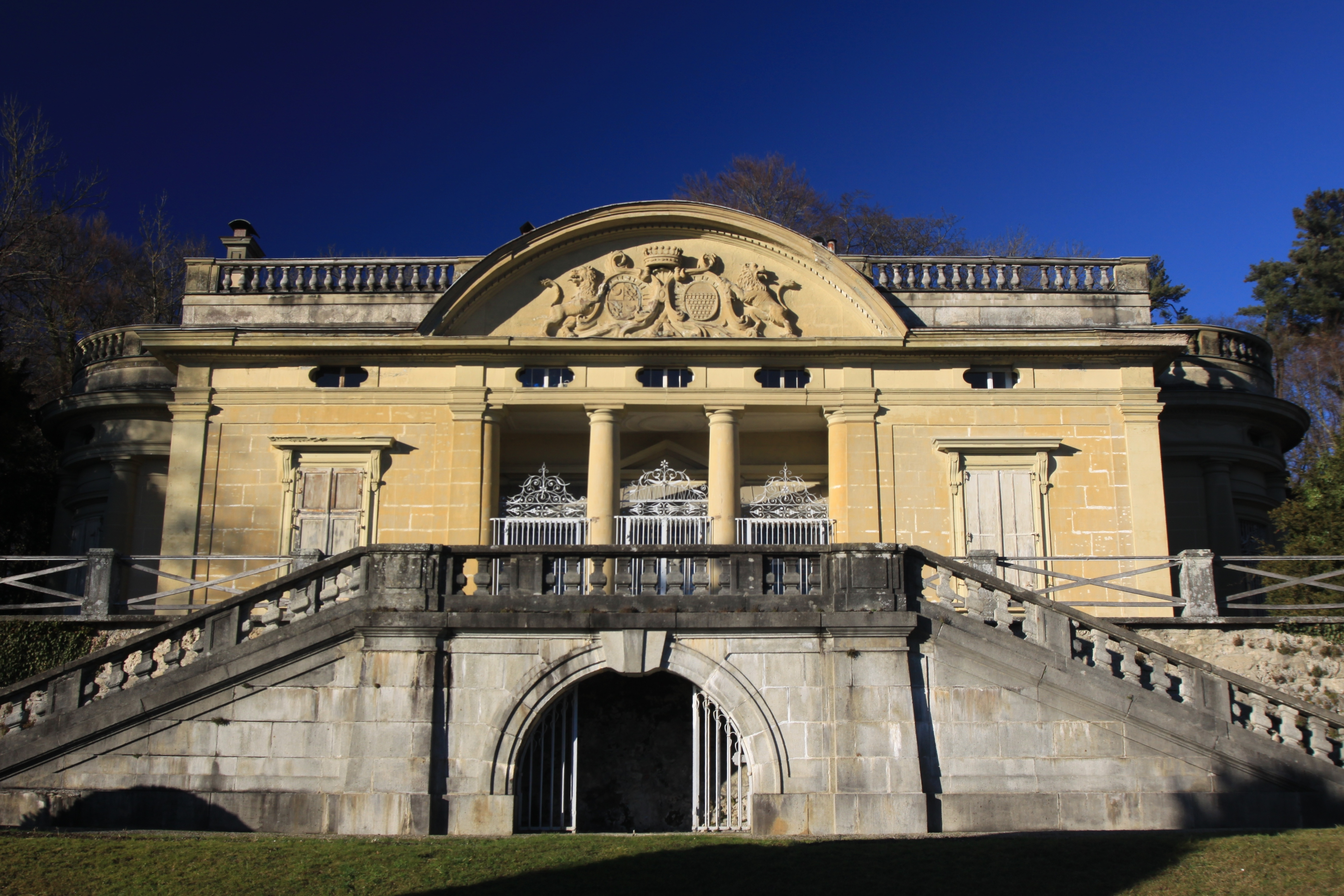
Schloss La Poya

Das Schloss La Poya (französisch Château de La Poya) ist ein Schloss im Schweizer Kanton Freiburg.

## Anlage
Es wurde von Francois-Philippe von Lanthen-Heid (gestorben 1713) zwischen 1698 und 1701 erbaut und ist mit seinem Park als Gesamtanlage international bekannt. Es gilt in der Schweiz als eines der ersten und bedeutendsten Bauwerke in Palladischem Stil. Drei Jahrhunderte lang ist dieses von einem unbekannten Architekten errichtete Herrenhaus von jeglichem Eigentümerwechsel verschont geblieben und somit baulich grösstenteils unverändert erhalten. Nur der Giebel war ursprünglich mit anderen Wappen geschmückt, die ersetzt wurden durch dasjenige von Diesbach von Belleroche (links) und dasjenige von Cardevac (rechts), den fünften Eigentümern von La Poya nach chronologischer Reihenfolge. Und die beiden an den beiden Seiten des Schlosses symmetrisch hinzugefügten, abgerundeten Konstruktionen sowie die Küche stammen aus einer 1911 geschaffenen Vergrösserungen durch den Architekten Henry Berchtold von Fischer. Erwähnenswert ist im Inneren insbesondere der grosse Salon. Er war das Zimmer der Hausherrin und beinhaltet eine der grössten Stuckausstattung der Schweiz aus Borrominienischen Ursprung.

## Geschichte
Der Bauherr Francois-Philippe von Lanthen-Heid lebte von 1650 bis 1713 und war als Mitglied des kleinen Rates mit 29 Jahren, Bürgermeister mit 35, Landvogt vom Kanton Freiburg und gelegentlicher Delegierter des Botschafters im Hof von Ludwig XIV eine einflussreiche Persönlichkeit. Das Vermögen der Familie, wie es in seinem Testament erwähnt wird, umfasste ausser La Poya Schlösser bei Cugy und Montet, einen kostbaren Wohnsitz in der Stadt (an der Hauptstrasse 56), Mühlen, einen Gasthof, eine Menge an Ländereien, Wälder, Weinberge, Rechte an Gewässer und Wasserläufe, Steinbrüche, Bergwerke und vieles mehr.

## Heutige Nutzung
La Poya ist auf einer Anhöhe im Norden der Stadt gut sichtbar positioniert und wird als repräsentativer Empfangsort genutzt.

## Bibliographie
- Edoardo Agustoni, «Antonio Roncati di Meride, autore della decorazione a stucco del Municipio di Zurigo e del castello della Poya di Friburgo», Zeitschrift für Schweizerische Archäologie und Kunstgeschichte 70, 2013/4, S. 267–278.